# Echinodorus trialatus
Echinodorus trialatus är en svaltingväxtart som beskrevs av Norman Carter Fassett. Echinodorus trialatus ingår i släktet Echinodorus och familjen svaltingväxter. Inga underarter finns listade.